# One Night in Malibu
One Night in Malibu è il secondo album dal vivo del gruppo musicale statunitense OneRepublic, pubblicato il 4 febbraio 2022 dalla Interscope Records.

## Descrizione
Il secondo disco live, distribuito anch'esso per il download digitale, contiene un totale di diciassette tracce miscelate con alcuni singoli del quinto album in studio, Human. L'album è stato rilasciato attraverso le piattaforme Apple, Spotify e sul canale YouTube della band. L'esibizione si è svolta al tramonto a Malibù, in California.

## Tracce
1. Horizon
2. Distance
3. Take Care of You
4. Good Life
5. Rescue Me
6. Secrets
7. Wanted
8. Lose Somebody
9. Better Days
10. Run
11. I Lived
12. Someday
13. Ships + Tides
14. Apologize
15. Love Runs Out
16. Counting Stars
17. Wild Life